# Kool G Rap
Натаніель Томас Вілсон (англ. Nathaniel Thomas Wilson ), більш відомий під псевдонімом Kool G Rap - американський репер з Квінсбріджа, один із представників «Золотої ери хіп-хопу». Він розпочав свою музичну кар'єру в середині 1980-х як учасник дуету Kool G Rap & DJ Polo та гурту Juice Crew. Його часто називають одним з найталановитіших MC всіх часів, одним з піонерів хардкор-репу, засновником мафіозо-репу і першим репером, який використовував сучасні форми речитативу. Літеру «G» у своєму псевдонімі він розшифровував як скорочене «Giancana», пізніше - як «Genius».
Kool G Rap вплинув на творчість багатьох хіп-хоп виконавців наступних поколінь, таких як Eminem, Nas, Jay-Z, Big Pun, RZA та інших.

## Біографія
Вілсон народився в районі Корона Нью-Йорка і жив на одній вулиці з майбутнім продюсером Eric B. В інтерв'ю журналу The Source репер говорив про те, що у нього була важка молодість, про бідність, у якій він ріс, про пристрасть до наркотичним речовин ще з дитинства. Після знайомства з Eric B. Kool G Rap познайомився з DJ Polo, який шукав MC для спільної роботи.

### Kool G Rap & DJ Polo
Продюсери гурту Juice Crew Mr. Magic та Marley Marl, знайомі з DJ Polo, запропонували дуету записати пісню, яка була названа «It's a Demo». Трек був записаний всього за одну ніч, і Марлі був настільки вражений вміннями молодих виконавців, що запропонував стати членами Juice Crew. Незабаром після цього дует виступив на радіо (за допомогою Mr. Magic), а пізніше переробив трек «It's a Demo» в сингл «I'm Fly». Дует записувався з іншими учасниками Juice Crew, він потім випустив дебютний альбом Road to the Riches, який нині визнається класикою хіп-хопу, як і наступні релізи - Wanted: Dead or Alive та Live and Let Die. У 1993 році дует розпався.

### Сольна кар'єра
У 1995 році Kool G Rap випустив дебютний сольний альбом 4,5,6, де в якості гостей були присутні Nas і MF Grimm; альбом посів 24-е місце у чарті Білборд 200. У 1998 році вийшов альбом Roots of Evil. Репер оголосив, що його наступна робота - The Giancana Story - вийде в 2000 на Rawkus Records, але вихід релізу затримався на 2 роки через проблеми з лейблом. Сингл з цього альбому - «My Life» - зайняв 5-й рядок в Billboard Hot 100. У 2008 році G Rap випустив EP Half a Klip, продюсерами якого виступили DJ Premier і Marley Marl.
Останні роботи репера критикуються переважно за відхід від норм традиційного хіп-хопу.
Хоча Kool G Rap завжди користувався повагою в хіп-хоп-спільноті завдяки своїм здібностям виконання, він не став мейнстримним виконавцем на відміну від Biz Markie або Big Daddy Kane, його товаришів з Juice Crew і залишався в андеграунді.

## Вплив

### Оцінка творчості
Kool G Rap - один з найяскравіших представників «Золотої ери хіп-хопу». Журналіст Пітер Шапіро пише, що G Rap є попередником творчості таких реперів, як Nas, The Notorious B.I.G. та багато інших. Репер Kool Moe Dee називає Вілсона попередником таких артистів, як The Notorious B.I.G., Jay-Z, Treach, xxN.O.R.E.її, Fat Joe, Big Pun та багатьох інших виконавців хардкор-репу, а також визнає його одним з найкращих MC свого часу. MTV називає Вілсона «хрещеним батьком хіп-хопу», а Rolling Stone - основоположником «хіп-хопу Квінсбріджа», де він був попередником Nas і Mobb Deep.
Вплив Вілсона як MC визнавали багато реперів, у тому числі: The Notorious B.I.G., Eminem, Jay-Z, Vinnie Paz з Jedi Mind Tricks, Havoc з Mobb Deep, Black Thought з Roots, M.O.P., Bun B з UGK, RZA і Raekwon з Wu-Tang Clan, Kurupt, Pharoahe Monch та Twista,, а також багато інших.
Також дуже цінуються ліричні можливості репера; його часто ставлять в один ряд з KRS-One та Big Daddy Kane як найяскравіших представників «золотої ери». У треку Encore Jay-Z читає «hearing me rap is like hearing G Rap in his prime», порівнюючи свій рівень як MC з рівнем Вілсона. Allmusic назвав його «легендою» та «майстром». Деякі репери (Ice Cube, Rakim, Big Daddy Kane, Lloyd Banks, Nas) включають його до списку своїх улюблених виконавців. У своєму списку кращих 50-и MC всіх часів Kool Moe Dee поставив «Геніуса» на 14 місце, а MTV включило його до списку Greatest MCs Of All Time.

### Техніка речитативу
Kool G Rap нарівні з Ракімом називають першим репером, який використовував у своїх треках нові, складні форми речитативу, оскільки він практично не дихав під час виконання куплету. Цю форму речитативу запозичили багато сучасних реперів - Eminem, Nas, Papoose та інші.
Поряд зі Slick Rick та Notorious B.I.G. його називають найкращим оповідачам. Rolling Stone стверджує, що альбом Live or Let Die багато в чому визначив історію розвитку хіп-хопу.
До виданої в 2009 році книги How to Rap: The Art & Science of the Hip-Hop MC Kool G Rap написав передмову як один із майстрів репу.

### Вміст треків
Kool G Rap є засновником жанру «мафіозо-реп». На треку Road to the Riches (1989) він посилається на персонажа Аль Пачіно з фільмі «Обличчя зі шрамом». Пізніше жанр розвинувся в роботах реперів Raekwon та Jay-Z.
У всіх альбомах репера є треки, де він описує кримінальних авторитетів - починаючи з вигаданих, як Тоні Монтана, до реальних як Sam Giancana.
Багато пісень Вілсон описували похмуру обстановку на вулицях і гетто; багато в чому це вплинув творчість репера Nas.

## Особисте життя
Вілсон одружений з Керріном Стеффансом, у них є син, хоча у репера є діти і від інших жінок.

## Дискографія

### З DJ Polo
- Road to the Riches (1989)
- Wanted: Dead or Alive (1990)
- Live and Let Die (1992)

### Сольні альбоми
- 4,5,6 (1995)
- Roots of Evil (1998)
- The Giancana Story (2005)
- Half a Klip (2008);
- Riches, Royalty, Respect (2011)[51]
- Return of the Don (2017)

### Компіляції
- Killer Kuts (1994)
- Rated XXX (1996)
- The Best of Cold Chillin' (2000)
- Greatest Hits (2002)
- Kool G Rap & Twinn Loco Present - I Live Hip Hop - The Mixtape (2010)

### Спільні альбоми
- Click of Respect спільно з The Five Family Click (2003)
- Legends Vol. 3 спільно з J-love Enterprise (2004)
- The Godfathers спільно з Necro (2013)

## Згадки у роботах
- Paul Edwards, за словами Kool G Rap, 2009, How to Rap: The Art & Science of the Hip-Hop MC . Chicago Review Press.
- Kool Moe Dee, 2003, The's God On The Mic: The True 50 Greatest MCs, Thunder's Mouth Press.
- Brian Coleman, 2007, Check The Technique: Лінерні посилання для Hip-Hop Junkies, Villard, Random House.
- Peter Shapiro, 2005, The Rough Guide To Hip-Hop, 2nd Edition, Penguin.
- William Jelani Cobb, 2007, The Break Of Dawn: The Freestyle On The Hip Hop Aesthetic, NYU Press.
- Mickey Hess, 2007, Icons Of Hip Hop, Greenwood Publishing Group.